# Безпалий Дмитро Петрович
Дмитро́ Петро́вич Безпа́лий (1978—2023) — солдат Збройних Сил України, учасник російсько-української війни, який відзначився у ході російського вторгнення в Україну.

## Життєпис
Народився у м. Черкаси. Закінчив Першу міську гімназію міста Черкас. Вищу освіту здобував у Черкаському національному університеті імені Богдана Хмельницького та згодом — у Київському національному лінгвістичному університеті. Після завершення навчання займався підприємницькою діяльністю. 
У ході російського вторгнення в Україну у жовтні 2022 був призваний по мобілізації до Збройних сил України. 
Загинув у бою в Луганській області у віці 44 років.
Попрощались 12 квітня 2023 року в Черкасах.

## Нагороди
- орден «За мужність» III ступеня (24.10.2023) (посмертно) — за особисту мужність, виявлену у захисті державного суверенітету та територіальної цілісності України, самовіддане виконання військового обов'язку.[3]